# Chaser (chó)
Chaser là một con chó thuộc giống Border Collie với trí nhớ được thử nghiệm lớn nhất của bất kỳ động vật không phải người nào.
Chaser có thể xác định và lấy 1.022 đồ chơi theo tên gọi của chúng. Chaser được giảng dạy bởi giáo sư và nhà tâm lý học Đại học Wofford đã nghỉ hưu John W. Pilley, với nghiên cứu chính thức được công bố. Chủ sở hữu của Chaser (John W. Pilley) đã qua đời vào Chủ nhật, ngày 17 tháng 6 năm 2018. Vào tháng 4, ông được chẩn đoán mắc bệnh bạch cầu. Pilley tròn 90 tuổi vào ngày 1 tháng 7 năm 2018.
Ngoài việc có thể nhận ra tên của hơn một nghìn đồ chơi, nó còn nhận ra những danh từ chung như nhà, cây và bóng. Dựa trên các ngôn từ đã được học đó, Chaser và chủ sở hữu kiêm huấn luyện viên của mình, Tiến sĩ John W. Pilley tiếp tục đào tạo, thể hiện khả năng hiểu câu với nhiều yếu tố ngữ pháp và học các hành vi mới bằng cách bắt chước.
Chaser có thể học từ mới bằng cách "suy luận suy diễn bằng cách loại trừ", nghĩa là suy ra tên của một đối tượng mới bằng cách loại trừ các đối tượng có tên mà nó đã biết.
Kể từ khi Piley qua đời, Chaser sống với người thân của chủ cũ, Sally và Robin Pilley cũng như Deb Pilley Bianchi. Họ đã gắn bó với Chaser cả đời. Họ cũng đang thực hiện một cuốn sách thứ hai về Chaser có tựa đề "A World of Chaser".